# Valhalla

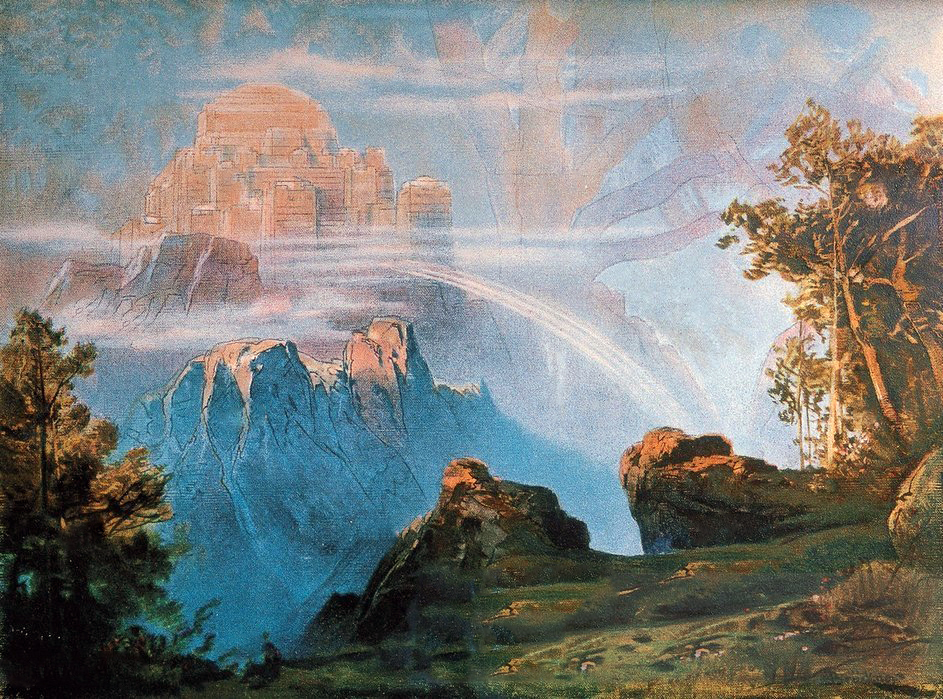
„Walhalla” (1896) de Max Brückner.

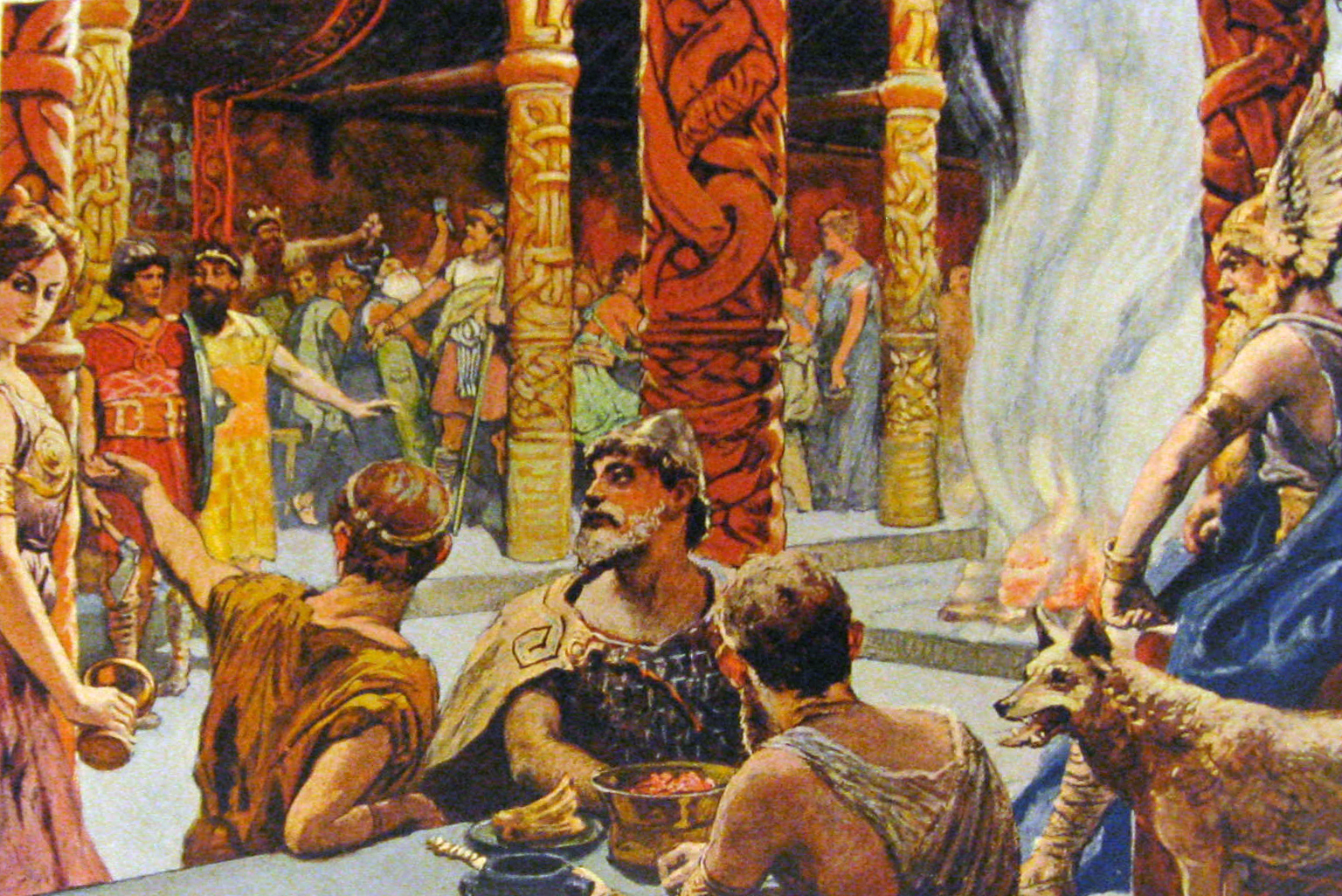
„Walhalla” (1905) de Emil Doepler.

În mitologia nordică, Valhalla, Valhall (sau Valhöll, în limba nordică veche) este paradisul în care sunt duși războinicii vikingi după moartea eroică pe câmpul de luptă de către valkirii.
Valhalla este palatul lui Odin, care ar avea 540 de uși. Conform legendelor nordice, în Valhalla pot mărșălui unul alături de celălalt 800 de soldați. Fiind palatul preferat de zeul Odin, sufletele războinicilor morți îi servesc acolo în slujba acestuia.
Totodată, pe timp de zi, sufletele războinicilor veniți în Valhalla sunt menite să se antreneze intens pentru a forma o armată redutabilă (cunoscută ca „Armata Sufletelor Vii”), invincibilă până la sosirea ragnarök-ului, atunci când vor lupta alături de Odin. Odată cu venirea nopții, sufletele sunt reconfortate cu aceleași tratamente ca și zeii.
Simbolurile regatului lui Odin sunt doi corbi (mai precis huginn și muninn), unul reprezentând memoria, iar celălalt înțelepciunea.
Se spune ca vikingii sau războinicii trebuiau sa moară cu sabia in mână ca să ajungă în Valhalla.